# أبو حناء الجزيرة الشمالية
أبو حناء الجزيرة الشمالية (الاسم العلمي: Petroica longipes)؛ هو نوعٌ يتبع فَصيلَة أبو الحِنَّاء الأسترالي المتوطنة في الجزيرة الشمالية لنيوزيلندا.